# Кратово (Прибој)
Кратово је насеље у Србији у општини Прибој у Златиборском округу. Према попису из 2022. било је 215 становника (према попису из 1991. било је 349 становника).

## Географске одлике
Месну заједницу Кратово чине села Кратово, Јелача, Брезна и Прибојске Челице. Овај простор захвата источни део прибојске општине. Само село Кратово чине места Кратово и засеоци Орашац, Симовићи и Под. Са запада Кратово се граничи са Бањом, са југа са Бистрицом и Челицама, са истока Рутошима, са севера Брезнима и са северозапада Јелачом. Од Бање га одваја Бањско брдо, од Челица планински масив Вијенац и Клик. Граница са Рутошима је Годин поток, а са Брезнима Крстаче.

## Хидрографска мрежа
Окосницу хидрографске мреже чини Кратовска река. Она извире у Радоињи, па се још назива и Радошњица. Својим током пролази кроз Рутоше, због чега се на појединим картама назива и Рутошка река. Од Кратова она тече кроз кањон Бјеличковице и долази до Потпећког језера у које се улива код испод засеока Ћирковићи.
Кратовска река, иако је мала богата је рибом, раније је количина рибе била знатно већа, али се умањила осамдесетих година, приликом градње степеничастих каскада, високих и по неколико метара, чиме је пресечен пут риби из Потпећког језера уз Кратовску реку. У неколико наврата је извршено порибљавање Кратовске реке, тако да се данас у њој може срести поточна и калифорнијска пастрмка.

## Име
Према легенди која и над данас постоји, овим крајевима је некада пролазио српски краљ Урош I, који је имао некакво кожно обољење, па су га још назвали и Урош I Храпави.
Том приликом краљ са војском је заноћио на Бањи. Ујутру пошто се пробудио краљ се уми на топлом бањском извору и са војском настави пут даље. Кад је стигао до садашњег села Кратова, Урош је приметио да су ране на лицу почеле да му зарастају и да су се већ створиле красте, па зато и том месту даде име Кратово. Путујући даље красте са његовог лица почеле су да отпадају и лице је почело да му се рута, те месту даде име Рутоши.

## Историја
Археолошка налазишта указују да је простор Кратова насељаван још током неолитског доба. Према именом знана племена која су живела овим крајевима би требало да су илирског порекла. У ова подручја крајем четвртог века продрли су Келти. Касније Кратово се налазило на ударном путном правцу којим су Турци надирали ка западу. О турском Кратову постоји мало података. Нешто више података постојио из 14. века и из времена Првог српског устанка. Током 1807. године у овим крајевима вођене борбе против Турака. Жешће борбе вођене су у Виловима и код Прибоја, а мање окршаја било је у Радоињи, Кратову, Бистрици и Штиткову.

## Почеци развоја школства
У време прве школе Кратово је било сиромашно село са патријахалним начином живота. Вековна владавина Турака у овим крајевима оставила је дубоке последице по Кратово и околини.
Међутим пошто није нађено заједничко решење, свако село је приступило подизању сопствене школске зграде. Без основних наставних срестава и потребног наместаја отпочео је рад први учитељ Димитрије-Дико Пурић, са 51 учеником који су били распоређени у 3 разреда. Нова школа у Кратову отворена је 10. новембра 1965. године.

## Демографија
У насељу Кратово живи 248 пунолетних становника, а просечна старост становништва износи 41,0 година (38,9 код мушкараца и 43,1 код жена). У насељу има 101 домаћинство, а просечан број чланова по домаћинству је 3,02.
Ово насеље је великим делом насељено Србима (према попису из 2002. године), а у последња три пописа, примећен је пад у броју становника.
|  |

| Демографија | Демографија | Демографија |
| Година      | Становника  | Становника  |
| ----------- | ----------- | ----------- |
| 1948.       | 305         |             |
| 1953.       | 331         |             |
| 1961.       | 436         |             |
| 1971.       | 390         |             |
| 1981.       | 355         |             |
| 1991.       | 349         | 348         |
| 2002.       | 305         | 309         |
| 2011.       | 285         |             |

| Етнички састав према попису из 2002.‍ | Етнички састав према попису из 2002.‍ | Етнички састав према попису из 2002.‍ | Етнички састав према попису из 2002.‍ | Етнички састав према попису из 2002.‍ |
| ------------------------------------ | ------------------------------------ | ------------------------------------ | ------------------------------------ | ------------------------------------ |
|                                      |                                      |                                      |                                      |                                      |
| Срби                                 | Срби                                 |                                      | 303                                  | 99,34%                               |
| Црногорци                            | Црногорци                            |                                      | 1                                    | 0,32%                                |
| Руси                                 | Руси                                 |                                      | 1                                    | 0,32%                                |
| непознато                            | непознато                            |                                      | 0                                    | 0,0%                                 |

| Година пописа     | 1948. | 1953. | 1961. | 1971. | 1981. | 1991. | 2002. |
| ----------------- | ----- | ----- | ----- | ----- | ----- | ----- | ----- |
| Број домаћинстава | 55    | 58    | 76    | 87    | 85    | 100   | 101   |

| Број чланова      | 1  | 2  | 3  | 4  | 5  | 6 | 7 | 8 | 9 | 10 и више | Просек |
| ----------------- | -- | -- | -- | -- | -- | - | - | - | - | --------- | ------ |
| Број домаћинстава | 18 | 31 | 16 | 16 | 10 | 7 | 3 | 0 | 0 | 0         | 3,02   |

| Пол    | Укупно | Неожењен/Неудата | Ожењен/Удата | Удовац/Удовица | Разведен/Разведена | Непознато |
| ------ | ------ | ---------------- | ------------ | -------------- | ------------------ | --------- |
| Мушки  | 127    | 35               | 85           | 5              | 2                  | 0         |
| Женски | 130    | 15               | 86           | 27             | 1                  | 1         |
| УКУПНО | 257    | 50               | 171          | 32             | 3                  | 1         |

| Пол    | Укупно                    | Пољопривреда, лов и шумарство | Рибарство                            | Вађење руде и камена | Прерађивачка индустрија       |
| ------ | ------------------------- | ----------------------------- | ------------------------------------ | -------------------- | ----------------------------- |
| Мушки  | 47                        | 11                            | 0                                    | 0                    | 11                            |
| Женски | 22                        | 9                             | 0                                    | 0                    | 1                             |
| УКУПНО | 69                        | 20                            | 0                                    | 0                    | 12                            |
| Пол    | Производња и снабдевање   | Грађевинарство                | Трговина                             | Хотели и ресторани   | Саобраћај, складиштење и везе |
| Мушки  | 2                         | 6                             | 2                                    | 2                    | 5                             |
| Женски | 0                         | 0                             | 2                                    | 0                    | 0                             |
| УКУПНО | 2                         | 6                             | 4                                    | 2                    | 5                             |
| Пол    | Финансијско посредовање   | Некретнине                    | Државна управа и одбрана             | Образовање           | Здравствени и социјални рад   |
| Мушки  | 0                         | 0                             | 2                                    | 0                    | 3                             |
| Женски | 0                         | 0                             | 0                                    | 5                    | 4                             |
| УКУПНО | 0                         | 0                             | 2                                    | 5                    | 7                             |
| Пол    | Остале услужне активности | Приватна домаћинства          | Екстериторијалне организације и тела | Непознато            | Непознато                     |
| Мушки  | 1                         | 0                             | 0                                    | 2                    | 2                             |
| Женски | 0                         | 0                             | 0                                    | 1                    | 1                             |
| УКУПНО | 1                         | 0                             | 0                                    | 3                    | 3                             |